# I re del sole
I re del sole (Kings of the Sun) è un film del 1963 diretto da J. Lee Thompson.
È un film d'avventura statunitense a sfondo storico con Yul Brynner, George Chakiris e Shirley Anne Field. È ambientato nella Mesoamerica, al momento della conquista di Chichén Itzá da parte del generale Maya Hunac Ceel. La storia narra di alcuni rifugiati Maya che navigano il fiume Mississippi e gettano le basi per la cultura mississippiana.

## Trama
Il regno dei Maya viene invaso da guerrieri barbari guidati dal feroce Hunac Ceel, che ha facilmente la meglio grazie alle sue armi di bronzo. Il re dei Maya viene ucciso durante il combattimento e suo figlio Balam ne prende il posto. Braccati dagli invasori, Balam e il suo popolo fuggono via mare, approdando sulle coste del Nordamerica. Ivi erigono un nuovo insediamento, attirandosi però l'inimicizia dei diffidenti indigeni, il cui capo, Aquila Nera, affronta in combattimento Balam, ma viene catturato. Affidato a Ixchel, la fidanzata di Balam, Aquila Nera si convince in un primo momento che i Maya vogliano ingraziarselo per vivere in pace con gli indigeni, ma la verità è un'altra: per volontà del sacerdote Ah Min, in conformità alle usanze maya, il prigioniero dovrà essere immolato agli dei. Ma il giorno del sacrificio Balam ha dei ripensamenti e rimette in libertà Aquila Nera. Si genera una fragile pace tra i Maya e gli abitanti del luogo, turbata però dalla gelosia di Balam, che si accorge che Aquila Nera nutre attenzioni verso Ixchel. Intanto però i vecchi nemici dei Maya hanno approntato una flotta e con essa raggiungono la loro nuova casa e li attaccano, decisi ad annientarli una volta per tutte. Di nuovo il loro vantaggio pare decisivo, quando gli uomini di Aquila Nera irrompono nella battaglia in favore dei Maya e sconfiggono gli invasori. Sia Hunac Ceel che Aquila Nera rimangono uccisi, ma alla fine Balam e Ixchel restaurano la pace sul loro popolo e i loro vicini.

## Produzione
Il film, diretto da J. Lee Thompson su una sceneggiatura di Elliott Arnold e James R. Webb con il soggetto dello stesso Arnold, fu prodotto da Lewis J. Rachmil per la Mirisch Corporation e girato a Chichén Itzá, Città del Messico e Mazatlán, in Messico.

## Distribuzione
Il film fu distribuito negli Stati Uniti dal 18 dicembre 1963 al cinema dalla United Artists con il titolo Kings of the Sun.
Alcune delle uscite internazionali sono state:
- in Finlandia il 20 dicembre 1963 (Auringon kuninkaat)
- in Germania Ovest il 20 dicembre 1963 (Könige der Sonne)
- in Spagna il 23 dicembre 1963 (Madrid)
- in Austria nel marzo del 1964 (Könige der Sonne)
- in Danimarca il 5 ottobre 1964 (Solens konger)
- in Turchia nel novembre del 1965 (Günesin krallari)
- in Brasile (Os Reis do Sol)
- in Portogallo (Os Reis do Sol)
- in Ungheria (A Nap királyai)
- in Polonia (Królowie slonca)
- in Jugoslavia (Kraljevi sunca)
- in Francia (Les rois du soleil)
- in Spagna (Los reyes del sol)
- in Grecia (O vasilias tou iliou)
- in Italia (I re del sole)

## Critica
Secondo il Morandini è un "superficiale film d'avventura realizzato con abbondanza di mezzi. Interessante ricostruzione del folclore maya".